# Ophir Chasma
Das Ophir Chasma ist Teil des größten Canyon-Systems im Sonnensystem.
Valles Marineris weist im Wesentlichen drei parallel verlaufende Zentraltäler auf: Melas Chasma (lat., die "dunkle Talenge"), Candor Chasma (die "blasse Talenge") und Ophir Chasma (in der Bibel das Land, in das König Salomon eine Schiffsexpedition entsandte – vermutlich Indien). Jedes dieser Täler ist etwa 200 Kilometer breit und zwischen fünf und sieben Kilometer tief.